# لا كايرفا
بلدية لا كايرفا (بالإسبانية: La Cierva)‏، هي إحدى بلديات مقاطعة قونكة إحدى مقاطعات إسبانيا، و التي تقع في منطقة قشتالة لا منتشا وسط البلاد, و المائلة لجهة الشرق من إسبانيا.
يبلغ عدد سكانها 39 نسمة وفقاً لإحصائية سنة (2007).